# Pero sula
Pero sula là một loài bướm đêm trong họ Geometridae.